# Ruka (kulle)
Ruka är en kulle i Antarktis. Den ligger i Östantarktis. Norge gör anspråk på området. Toppen på Ruka är 1 530 meter över havet, eller 112 meter över den omgivande terrängen. Bredden vid basen är 2,8 km.
Terrängen runt Ruka är huvudsakligen platt, men västerut är den kuperad. Trakten är obefolkad. Det finns inga samhällen i närheten. 